# アラスカ鉄道
アラスカ鉄道（アラスカてつどう、英語: Alaska Railroad）は、アメリカ合衆国の鉄道事業者の1つであり、アラスカ州南部にあるスワードと内陸部のフェアバンクスを結んでいる。アメリカ鉄道協会 (AAR) の定める報告記号はARRである。旅客・貨物列車を両都市間やその間にあるいくつかの目的地（例えばデナリ国立公園）へ運行している。アラスカ鉄道の本線は470マイル（約750km）ほどで、支線や側線を加えると500マイルを優に超える。現在はアラスカ州が会社を所有している。アラスカ鉄道はポート・オブ・ホイッティア (Port of Whittier) とシアトルのハーバー・アイランド (Harbor Island) とを結ぶ3隻の鉄道連絡船で本土48州と連絡しているが、現在のところ他の北アメリカの鉄道網との陸上での接続はない。2006年の会社の収入は1億4890万ドル、利益は1040万ドルで、収入のうち1億3270万ドルが事業収入であった。

## 歴史
1903年にアラスカ・セントラル鉄道 ((Alaska Central Railroad) という会社が、キーナイ半島 (Kenai Peninsula) の南にあるスワードから北へ線路を建設し始めた。1909年までに51マイル（82km）の線路を完成させたが、そこで倒産した。この鉄道では旅客や貨物、郵便物がクック湾まで運ばれ、そこから満潮時には船で、あるいは犬ぞりによってエクルトナ (Eklutna) やマタヌスカ・スシトナ峡谷 (Matanuska-Susitna Valley) へと運ばれた。1909年にアラスカ・ノーザン鉄道 (Alaska Northern Railroad Company) という会社がこの鉄道路線を購入し、さらに21マイル（34km）北方へ延ばした。新しい終点から貨物はクック湾を小さな船で輸送された。この会社も1914年に倒産した。
この時期に、アメリカ合衆国政府はスワードから内陸の町フェアバンクスまでの鉄道路線を計画していた。1914年に政府はアラスカ・ノーザン鉄道を購入し、本社をシップ・クリーク (Ship Creek) に移した。この町は後にアンカレッジ (Anchorage) と呼ばれることになる。そして政府は鉄道路線を北方へ延ばし始めた。

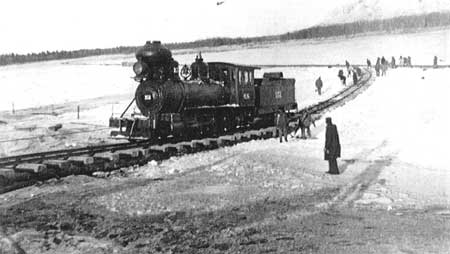
氷結したタナナ川の上を渡るアラスカ鉄道の機関車 1923年

1917年、タナナ・バレー鉄道 (Tanana Valley Railroad) が倒産しそうになった。この会社は45マイル（72km）の狭軌（914 mm (3 ft) ）の路線をフェアバンクスと地域の鉱山町、タナナ川 (Tanana River) にある船着き場の間に所有していた。政府はまずタナナ・バレー鉄道を主にそのターミナル関連設備に関して買収し、南部の線路をネナナ (Nenana) へ延伸、さらに後にこの延伸区間を標準軌に改軌した。
1923年、タナナ川を横断する700フィート（276m）の橋をネナナに建設した。これがアラスカ鉄道の最後の開通区間で、その当時ではアメリカで2番目に長いシングルスパンの鋼鉄の鉄橋であった。ウォレン・ハーディング大統領が1923年7月15日に鉄橋の北側でゴールデン・スパイクを打ち込んで、鉄道が完成した。
1964年にはアラスカ地震の被害を受けた。スワード周辺の軌道は歪み、クック湾周辺では津波と地すべりの被害を受けた。通常運行の再開には数ヶ月を要している。
1985年、アラスカ州政府は連邦政府から2230万ドルでこの鉄道を買収した。州はただちに7000万ドルを改良とメンテナンスの遅れていた箇所の修繕に投資している。

### 延長構想
現在、フェアバンクスからデルタ・ジャンクション (Delta Junction) まで、主に地域の農業・建設関連の物資を扱うために鉄道を延ばす構想がある。また、クリントン政権時にアメリカ政府は国際委員会を設置して、ユーコン準州を通じてアラスカ鉄道とカナダのブリティッシュコロンビア州を結ぶ連絡鉄道を敷設する調査を行った。カナダ政府は国際委員会に加わるように要請されたが、クレティエン・マーティン両政権は委員会に加わって調査費を支出することを選択せず、ハーパー政権は特に反応を見せていない。一方、ユーコン準州政府はこの構想に興味を示している。2006年6月の委員会報告では、ユーコン準州カーマックス (Carmacks) を、アラスカ鉄道の北端のフェアバンクス、ブリティッシュコロンビア州テラス (Terrace)、ヘインズ (Haines) またはスカグウェイへと結ぶ鉄道の拠点とすることを勧告している。スカグウェイへはユーコン準州のホワイトホース近辺を経由する計画であり、現在この2つの町の間は狭軌（914 mm (3 ft) ）のホワイト・パス・アンド・ユーコン・ルートで結ばれている。

## 路線と観光
この鉄道は夏に多くの観光客を惹きつけている。アラスカ鉄道の客車はモノクラス（等級が分かれていない）であり、どの乗客でも利用できるドームカーを備えている。車両に備えられた大きな窓とドームにより、アラスカの景色のすばらしい展望が得られる。アラスカ鉄道は2005年から、いくらかの追加費用を支払った旅客に対して豪華な座席と食事を提供するゴールドスター・サービスを開始している。主要な観光会社が所有する車両もあり、アラスカ鉄道所有の車両に連結されて、アラスカ鉄道での旅行が多くの観光パッケージに組み込まれている。
デナリ・スター (Denali Star)
アンカレッジからフェアバンクスへ片道12時間を掛けて走る列車。途中タルキートナ (Talkeetna) とデナリ国立公園に停車し、そこから様々なフライトやバスツアーを利用できる。行程は356マイルしかないが、山や峡谷を通り抜けるために曲がりくねった線路を走り、最高速度が59マイル毎時に過ぎず、しばしば30マイル毎時以下に落とすため、12時間も掛かる。
コースタル・クラシック (Coastal Classic)
アンカレッジからクック湾に沿って走り、南へ曲がってキーナイ半島へ入ってスワードへと結ぶ。山を越えるスイッチバックを含んだ曲がりくねった線路により、114マイルに4時間半の時間が掛かる。
グレーシャー・ディスカバリー (Glacier Discovery)
アンカレッジからホイッティア (Whittier, Alaska Whittier) への2時間の行程の列車。ホイッティアでしばらく停車し、夜にアンカレッジに戻る。
ハリケーン・ターン (Hurricane Turn)
タルキートナとハリケーン・エリアの間に住んでいる人たちのための列車である。この地域には道路が無く、住民はこの列車に食料やその他の物資の供給を頼っている。アメリカにおいてフラッグ・ストップが行われている数少ない鉄道であり、白い旗を振ることで線路沿いのどこからでもハリケーン・ターンに乗車することができる。
オーロラ (Aurora)
冬期にアンカレッジとフェアバンクスの間に週末に運行される。北行が土曜日、南行が日曜日である。